# Ignacy Czempiński
Ignacy Czempiński herbu Lew z Laurem (ur. 1779 - zm. 20 października 1842 roku) – radca stanu, prezes dyrekcji Towarzystwa Ogniowego w Królestwie Polskim, sekretarz Ministerstwa Spraw Wewnętrznych Księstwa Warszawskiego w 1814 roku.
Był członkiem loży wolnomularskiej Świątynia Izis w 1814 roku. Pochowany w grobowcu rodzinnym na Powązkach w Warszawie.